# Kurt Meier
Kurt Meier (6 de abril de 1962) es un deportista suizo que compitió en bobsleigh en la modalidad cuádruple.
Participó en dos Juegos Olímpicos de Invierno, obteniendo dos medallas en la prueba cuádruple, oro en Calgary 1988 (junto con Ekkehard Fasser, Marcel Fässler y Werner Stocker) y plata en Lillehammer 1994 (con Gustav Weder, Donat Acklin y Domenico Semeraro).
Ganó dos medallas de oro en el Campeonato Mundial de Bobsleigh, en los años 1986 y 1993, y tres medallas en el Campeonato Europeo de Bobsleigh entre los años 1986 y 1993.

## Palmarés internacional
| Juegos Olímpicos   | Juegos Olímpicos      | Juegos Olímpicos  | Juegos Olímpicos |
| Año                | Lugar                 | Medalla           | Prueba           |
| ------------------ | --------------------- | ----------------- | ---------------- |
| 1988               | Calgary (Canadá)      | Medalla de oro    | Cuádruple        |
| 1994               | Lillehammer (Noruega) | Medalla de plata  | Cuádruple        |
| Campeonato Mundial |                       |                   |                  |
| Año                | Lugar                 | Medalla           | Prueba           |
| 1986               | Königssee (RFA)       | Medalla de oro    | Cuádruple        |
| 1993               | Igls (Austria)        | Medalla de oro    | Cuádruple        |
| Campeonato Europeo |                       |                   |                  |
| Año                | Lugar                 | Medalla           | Prueba           |
| 1986               | Igls (Austria)        | Medalla de oro    | Cuádruple        |
| 1987               | Cervinia (Italia)     | Medalla de bronce | Cuádruple        |
| 1993               | Sankt Moritz (Suiza)  | Medalla de oro    | Cuádruple        |